# Émilienne d'Alençon
Émilienne Marie André, dite Émilienne d'Alençon, née à Paris 9e le 17 juillet 1870 et morte à Monte-Carlo (Monaco) le 14 février 1945, est une comédienne, danseuse de cabaret, célèbre courtisane et poétesse française de la Belle Époque.

## Biographie

### Enfance et famille
Émilienne Marie André naît le 17 juillet 1870 à Paris dans un milieu modeste. Sa mère célibataire, Marie Victorine Normand (1842-1903) est concierge rue des Martyrs. Ses origines et la spontanéité de ses répliques lui valent l'appellation de « gavroche féminin ».

### Mondaine

#### Ses débuts
Émilienne d'Alençon est lancée dans le demi-monde à l'âge de 15 ans en 1885, par Charles Desteuque, surnommé « l’intrépide vide-bouteilles ». Ce chroniqueur de la rubrique des « Demi-mondaines » au Gil Blas, et nouvellement secrétaire des Folies Bergères, cherche de nouvelles jeunes femmes à lancer dans les cabarets. Elle fait ses débuts avec un numéro de danse sensuelle de dresseuse de lapins au Cirque d'été des Champs-Élysées en 1889. Elle prend ensuite un numéro de dressage d'ânes, puis travaille au bois de Boulogne, Chez Maxim's et les théâtres. La prostituée Laure de Chiffreville lui donne son nom en lui prédisant une belle carrière, sûrement en raison de sa tenue en dentelle au point d'Alençon empruntée à sa tante.
Rencontré au Cirque d'été, elle devient célèbre par sa liaison avec le jeune duc Jacques d'Uzès de 1889 à 1892, qui lui fait donner des cours de maintien, de langue française et d'histoire dans l'espoir de pouvoir l'épouser. La famille du duc, en particulier sa mère la duchesse Anne de Rochechouart de Mortemart, s'oppose à ce mariage et l'envoie faire ses faits d'armes au Congo belge où il meurt de la dysenterie en 1893.
Son numéro d'effeuillage aux Folies Bergères lui permet de rencontrer de nombreuses célébrités de l'époque et admirateurs. Elle a ensuite des liaisons avec Étienne Balsan, le roi Léopold II de Belgique, le prince de Galles et futur roi d'Angleterre Édouard VII, de 35 ans son aîné, et peut-être l'empereur allemand Guillaume II, la mettant en concurrence directe avec les grandes mondaines comme la Belle Otero, Cléo de Mérode et Liane de Pougy.

#### Apogée
Émilienne d'Alençon est surnommée l'une des « Trois Grâces » de la Belle Époque, avec Liane de Pougy et Caroline Otero. Elle est comédienne aux Folies Bergères, joue au Casino de Paris, aux Menus-Plaisirs, aux Folies Bergère, à la Scala, aux Variétés. Elle se fait connaître à l'international par de nombreuses photographies et cartes postales.
À l'hippodrome, elle rencontre Percy Woodland, de 18 ans son cadet, avec qui elle a une liaison pendant un an. Elle fait ensuite la connaissance d'un autre jockey, Alec Carter (1887-1914) dit « l'imbattable » (il a remporté 139 courses d'obstacle en un an), qu'elle épouse en 1905. Lors des courses, elle porte les premiers chapeaux de son amie Coco Chanel, qu'elle a rencontré par l'intermédiaire d'Étienne Balsan, pour l'aider à la faire connaître et lancer son activité.
On lui prête une liaison avec la poétesse Renée Vivien vers 1908 et diverses danseuses des Folies bergères comme La Goulue en 1889, la danseuse Julia Seale, ainsi qu'avec Liane de Pougy. Cette dernière est relayée de manière sensationnelle et caricaturale par les médias qui évoquent rapidement un mariage et l'arrivée d'un enfant dans le journal Gil Blas. Le guide Paris-Parisien la décrit en 1899 comme une « notoriété de la vie parisienne » et une « jolie demi-mondaine ».
En 1918, elle se passionne pour la littérature et écrit le recueil de poèmes Sous le masque, d'une note mélancolique. En 1919, elle publie un ouvrage consacré à ses recettes de beauté personnelle sous le titre de Secrets de beauté pour être belle : recueil de conseils utiles et pratiques pour les soins de la femme suivant son précepte « Être belle, c'est un métier ! ».

#### Le déclin
À la fin de la Belle Époque commence son déclin. Elle n'est plus à la mode et ne se remet pas du décès de son époux Alex Carte au combat lors de la Première Guerre mondiale. Elle plonge dans l'alcool et l'opium qui la rend malade physiquement et mentalement. Après avoir longtemps été entretenue, elle s'endette à force de dépenses pour ses maîtresses et dans les jeux d'argent. Renée Vivien parle d'elle en ces termes :

« Tu te flétriras un jour, ah, mon lys !
Tes pas oublieront le rythme de l’onde,
ta chair sans désirs, tes membres perclus
ne frémiront plus dans l’ardeur profonde,
l’amour désenchanté ne te connaîtra plus »

Elle s'installe alors à Nice sur la Riviera pour finir ses jours.
Pour éponger ses dettes, elle met en vente l'ensemble de ses biens, parmi lesquels une importante collection de veilleuses en porcelaine, son précieux mobilier décoré de plaques de porcelaine et ses paravents de soie peinte, à l'Hôtel Drouot en 1931.
Elle meurt à Monaco le 14 février 1945 et est par la suite inhumée au cimetière des Batignolles à Paris, à la demande de sa fille Marthe, dans la sépulture de sa famille maternelle, chapelle de la famille Normand.

## Dans la culture populaire
- Belles de nuit ou la fin d'une époque, Carole Wrona, 2012, Arte, documentaire
- Coco avant Chanel, Anne Fontaine, 2009 : interprétation par Emmanuelle Devos
- Coco Chanel, Christian Duguay, 2008, mini-série : interprétée par Marine Delterme
- Chanel solitaire, George Kaczender, 1981 : interprétée par Karen Black

## Galerie

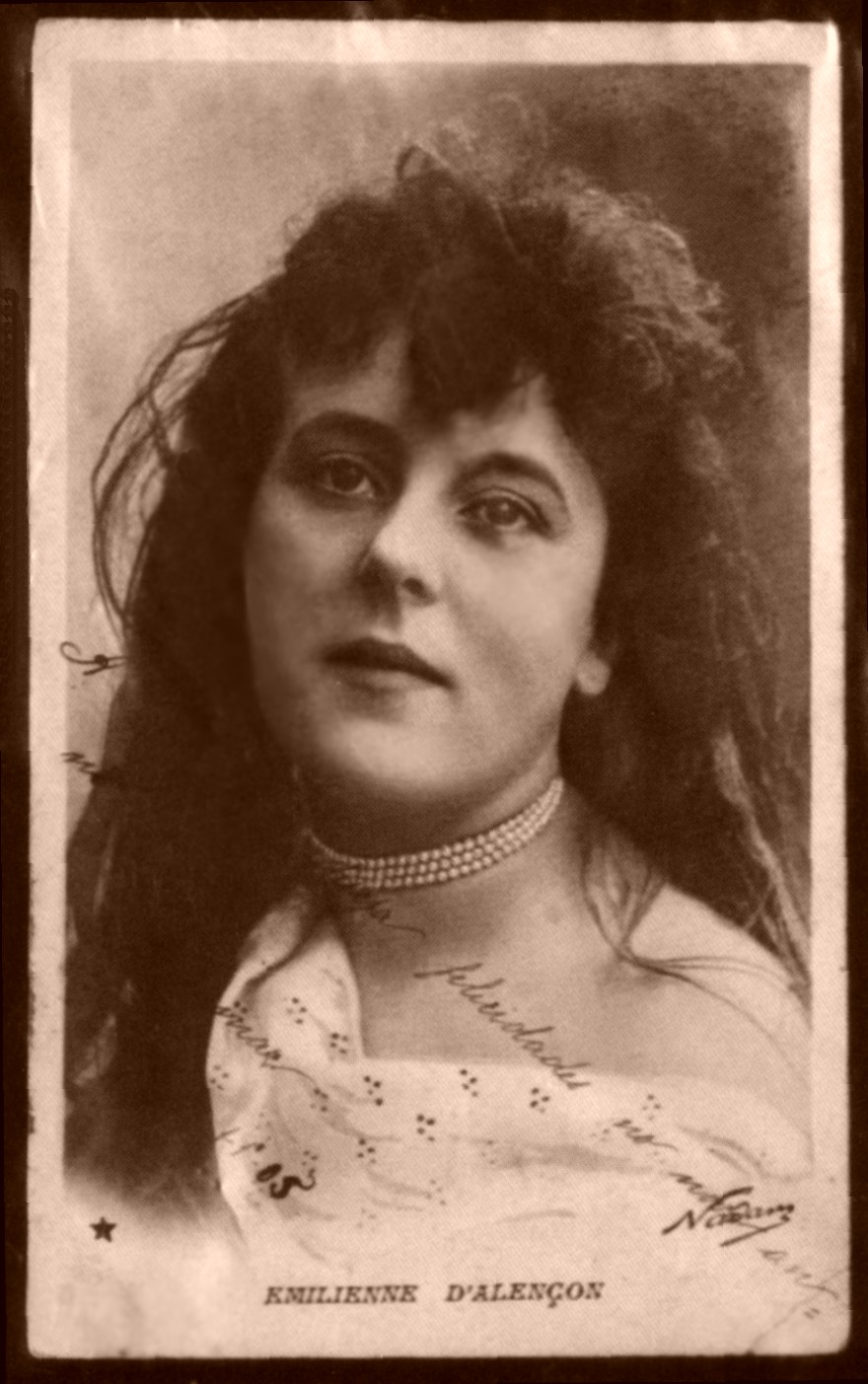
Photographie de Nadar.
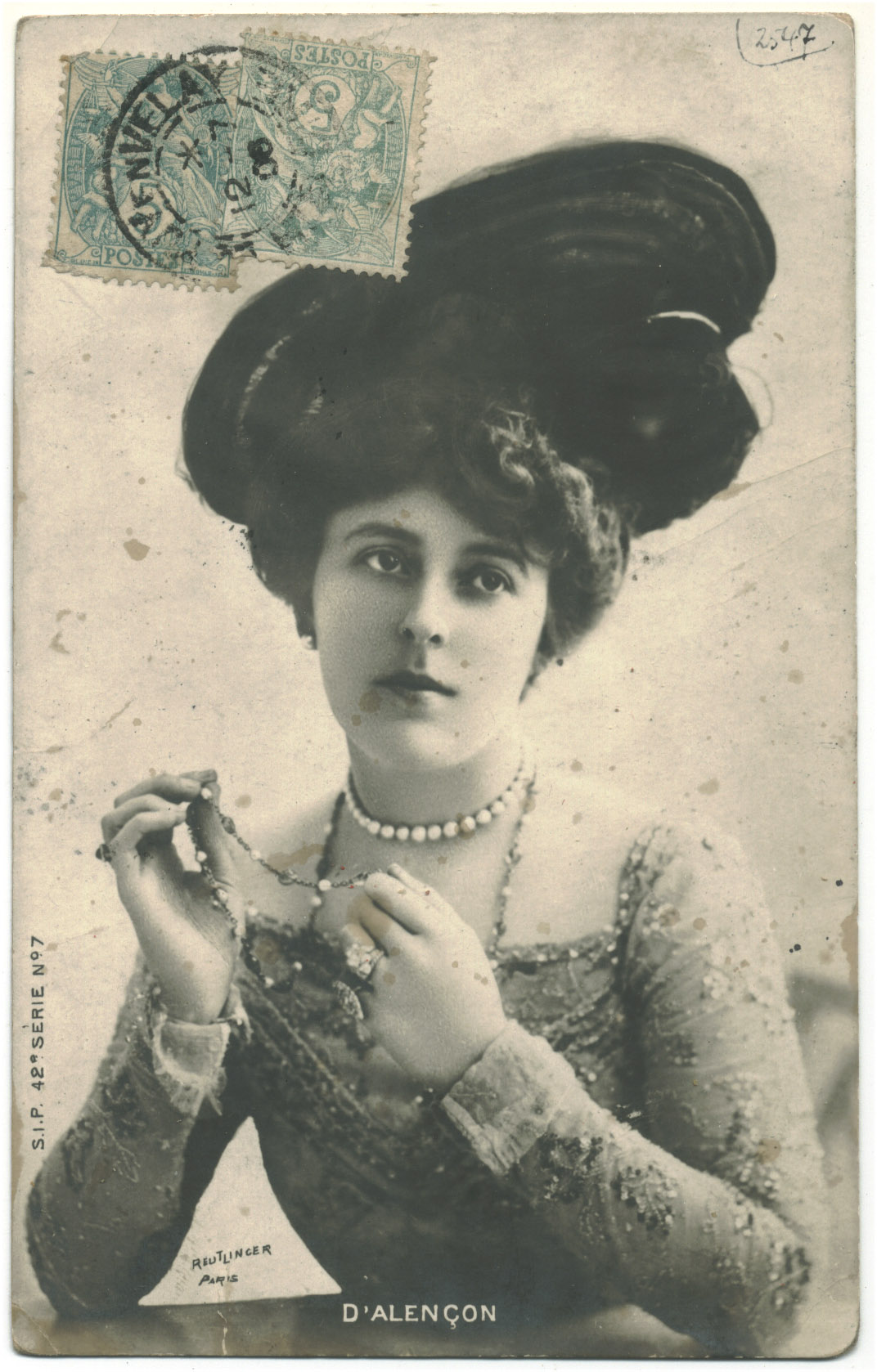
Photographie de Léopold-Émile Reutlinger.
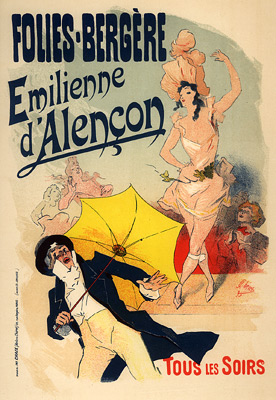
Affiche de Jules Chéret, datant de 1893, pour le passage d'Émilienne d'Alençon sur la scène des Folies Bergère.

## Publications
- Sous le masque, Paris, Bibliothèque Internationale d'Édition, Edward Sansot, 1918    (Wikisource)
- Secrets de beauté pour être belle, recueil de conseils utiles et pratiques pour les soins de la femme, Paris, Bibliothèque nationale de France, 1919    (Wikisource)
- Le Temple de l’amour, Paris, Bibliothèque nationale de France, 1927    (Wikisource), 1 acte en vers, Théâtre de la foire Saint-Germain, 5 juin 1927